# Robert Bednarek
Robert Bednarek (ur. 23 lutego 1979 w Bydgoszczy) – polski piłkarz grający na pozycji lewego obrońcy.

## Kariera
Robert Bednarek piłkarską karierę rozpoczynał w Chemiku Bydgoszcz. W przerwie zimowej sezonu 2000/2001 trafił do Amiki Wronki. W jej barwach 17 marca 2001 roku zadebiutował w I lidze w zremisowanym 1:1 spotkaniu przeciwko Zagłębiu Lubin. Szybko wywalczył sobie miejsce w podstawowym składzie i wiosną regularnie występował w pierwszym składzie. Od początku następnych rozgrywek nie mógł wywalczyć miejsca w podstawowej jedenastce, do 2004 roku zagrał jedynie w dwóch ligowych meczach. Jesienią sezonu 2002/2003 i wiosną sezonu 2003/2004 był zawodnikiem trzecioligowych rezerw Amiki.
W 2004 roku Bednarek został zawodnikiem Korony Kielce. W nowym zespole zadebiutował 31 lipca w wygranym 1:0 meczu z Jagiellonią Białystok, a w sezonie 2004/2005 wraz z kieleckim klubem wywalczył awans do I ligi. 1 maja 2007 roku wystąpił przez 62. minuty w przegranym 0:2 z Dyskobolią Grodzisk Wlkp. finale pucharu Polski. W sezonie 2008/2009, po karnej degradacji drużyny do nowo utworzonej I ligi, pozostał w zespole. Przez pięć lat, które spędził w Koronie, rozegrał 153 mecze; był ważną postacią, podstawowym lewym obrońcą, a także kapitanem kieleckiego klubu.
Bednarek nie zdecydował się na przedłużenie wygasającego z końcem czerwca 2009 roku kontraktu z Koroną. Miał propozycje z klubów zagranicznych, lecz zdecydował się podpisać dwuletnią umowę z Arką Gdynia. Jesienią i wiosną sezonu 2009/2010 był jej podstawowym zawodnikiem, choć obie rundy kończył przedwcześnie z powodu kontuzji. We wrześniu 2011 roku został piłkarzem Nielby Wągrowiec.